# Hoplomys gymnurus
Hoplomys gymnurus, és una espècie de rosegador histricomorf de la família Echimyidae, que es troba a Costa Rica], Hondures, Nicaragua, Panamà i a l'occident de Colòmbia i l'Equador.

## Descripció
El cos assoleix 30 cm de longitud i la cua 24 cm. El cap és relativament llarga i estreta; les vibrisses són negres i arriben fins a les espatlles. El pèl del llom és marró amb espines, el de les cuixes és negre cobert d'espines i el del ventre i les potes és blanc.

## Hàbitat
Viu en boscos humits tropicals, prop dels rierols, on construeix el seu cau amb túnels de fins a 2 m de llarg. Els seus hàbits són nocturns, solitaris i terrestres. S'alimenta de fruits.

## Reproducció
El període de gestació dura 64 dies, després dels quals neix entre 1 i 3 cries.

## Consum
Aquesta espècie és utilitzada com a font d'alimentació per les comunitats locals. La seva carn es considera de bona qualitat i l'abundància d'espècimens no amenaça la sostenibilitat del seu consum.